# Morti nel 1592
| Questa pagina contiene informazioni ricavate automaticamente dalle voci biografiche con l'ausilio del template Bio e di un bot. L'aggiornamento è periodico e automatico e ricostruisce completamente la pagina. Se manca una persona in questa lista, sei pregato di non aggiungerla, ma accertati piuttosto che la sua voce biografica contenga il template Bio e che i dati anagrafici siano correttamente compilati. Se il template Bio manca, inseriscilo tu stesso o, in alternativa, metti l'avviso {{tmp\|Bio}} che ne segnala la mancanza. Se i dati riportati sono sbagliati, correggi direttamente la voce biografica; le modifiche saranno visibili in questa lista entro pochi giorni. Per chiarimenti vedi il progetto biografie. La lista contiene solo le 108 persone che sono citate nell'enciclopedia e per le quali è stato implementato correttamente il template Bio. Pagina aggiornata al 18 giu 2025. |

## Gennaio(7)
- 3 gennaio - Girolamo Macchietti, pittore italiano (n. 1535)
- 5 gennaio - Guglielmo di Jülich-Kleve-Berg, duca tedesco (n. 1516)
- 6 gennaio - Juan Hurtado de Mendoza, cardinale spagnolo (n. 1548)
- 16 gennaio - Giovanni Casimiro del Palatinato-Lautern, nobile tedesco (n. 1543)
- 22 gennaio - Elisabetta d'Asburgo, regina (n. 1554)
- 27 gennaio - Giovanni Paolo Lomazzo, pittore italiano (n. 1538)
- 29 gennaio - Orazio Sanminiato, arcivescovo cattolico italiano

## Febbraio(7)
- 2 febbraio - Ana de Mendoza, nobile spagnola (n. 1540)
- 5 febbraio - Shishido Takaie, militare giapponese (n. 1518)
- 7 febbraio - Girolamo della Rovere, cardinale e arcivescovo cattolico italiano (n. 1530)
- 13 febbraio - Jacopo Bassano, pittore italiano
- 23 febbraio - Natale Bonifacio, intagliatore e incisore dalmata (n. 1538)
- 29 febbraio - Giovanni Battista Santoni, vescovo cattolico e diplomatico italiano (n. 1529)
- 29 febbraio - Alessandro Striggio, compositore italiano (n. 1540)

## Marzo(6)
- 5 marzo - Michael Coxcie, pittore fiammingo (n. 1499)
- 5 marzo - Gerolamo Ragazzoni, vescovo cattolico e umanista italiano (n. 1536)
- 10 marzo - Leonardo Garzoni, scienziato e gesuita italiano (n. 1543)
- 12 marzo - Pomponio Palombo, pittore e architetto italiano (n. 1549)
- 22 marzo - Giovanni VII di Meclemburgo-Schwerin, duca tedesco (n. 1558)
- 24 marzo - Mariano de Racciaccaris, vescovo cattolico italiano

## Aprile(5)
- 5 aprile - Jerónimo Cósida, pittore, scultore e architetto spagnolo
- 13 aprile - Bartolomeo Ammannati, scultore e architetto italiano (n. 1511)
- 15 aprile - Christoph Schwartz, pittore tedesco (n. 1548)
- 18 aprile - Giorgio Giovanni I del Palatinato-Veldenz, nobile tedesco (n. 1543)
- 27 aprile - Girolamo Muziano, pittore italiano (n. 1532)

## Maggio(10)
- 4 maggio - Francesco II Moncada, nobile, politico e militare italiano
- 5 maggio - Lorenzo Bernardo, ambasciatore italiano (n. 1534)
- 7 maggio - Alfonso Gonzaga, condottiero italiano (n. 1541)
- 7 maggio - Marcantonio Gonzaga, vescovo cattolico italiano (n. 1543)
- 16 maggio - Giovanni Michele Bruto, scrittore, storiografo e religioso italiano (n. 1517)
- 17 maggio - Pasquale Baylón, religioso e mistico spagnolo (n. 1540)
- 24 maggio - Nikolaus Selnecker, teologo e organista tedesco (n. 1532)
- 26 maggio - Dirck Barendsz, pittore olandese (n. 1534)
- 29 maggio - Giorgio Di Faccio, architetto italiano
- 29 maggio - Andrea Provana di Leinì, ammiraglio italiano

## Giugno(6)
- 3 giugno - Bartolomeo Passarotti, pittore italiano (n. 1529)
- 4 giugno - Francesco di Montpensier, nobile francese (n. 1542)
- 9 giugno - Françoise Babou de La Bourdaisière, nobildonna francese (n. 1540)
- 15 giugno - Pirro II Gonzaga, condottiero italiano (n. 1540)
- 17 giugno - Ernesto Ludovico di Pomerania, duca tedesco (n. 1545)
- 30 giugno - Annibale Zoilo, compositore italiano

## Luglio(6)
- 1º luglio - Marc'Antonio Ingegneri, compositore italiano (n. 1536)
- 4 luglio - Francesco Bassano, pittore italiano (n. 1549)
- 9 luglio - Juan Corrionero, vescovo spagnolo
- 18 luglio - Sibilla di Sassonia, principessa (n. 1515)
- 23 luglio - Giovanni Battista della Marca, pittore italiano (n. 1532)
- 26 luglio - Armand de Gontaut-Biron, nobile, militare e diplomatico francese (n. 1524)

## Agosto(7)
- 2 agosto - Domenico Grimaldi, arcivescovo cattolico italiano
- 8 agosto - Dorotea Susanna di Wittelsbach-Simmern, nobile tedesca (n. 1544)
- 15 agosto - Pierantonio Bandini, banchiere, mercante e nobile italiano (n. 1524)
- 20 agosto - Guglielmo il Giovane di Brunswick-Lüneburg, duca tedesco (n. 1535)
- 25 agosto - Guglielmo IV d'Assia-Kassel, nobile (n. 1532)
- 25 agosto - Shimazu Toshihisa, militare giapponese (n. 1537)
- 26 agosto - Girolamo Borro, teologo italiano (n. 1512)

## Settembre(5)
- 3 settembre - Robert Greene, drammaturgo britannico (n. 1558)
- 9 settembre - Pietro Fauno, vescovo cattolico italiano (n. 1524)
- 13 settembre - Michel de Montaigne, filosofo, scrittore e politico francese (n. 1533)
- 20 settembre - Francisco Vallés, medico e scrittore spagnolo (n. 1524)
- 25 settembre - Amico Canobio, religioso, imprenditore e filantropo italiano (n. 1532)

## Ottobre(8)
- 11 ottobre - Alessandro Sauli, vescovo cattolico, religioso e teologo italiano (n. 1534)
- 13 ottobre - Nicolò Doria, doge (n. 1525)
- 15 ottobre - Jean Vendeville, vescovo cattolico francese (n. 1527)
- 19 ottobre - Anthony Browne, I visconte Montagu, nobile e politico inglese (n. 1528)
- 20 ottobre - Jerónimo Doménech, gesuita spagnolo (n. 1516)
- 22 ottobre - Clemens Crabbeels, vescovo cattolico belga
- 28 ottobre - Ogier Ghislain de Busbecq, scrittore, diplomatico e botanico fiammingo (n. 1522)
- 28 ottobre - Nomi Munekatsu, militare giapponese (n. 1527)

## Novembre(9)
- 1º novembre - Ugolino Martelli, umanista e vescovo cattolico italiano (n. 1519)
- 2 novembre - Moderata Fonte, poetessa italiana (n. 1555)
- 3 novembre - John Perrot, nobile britannico (n. 1528)
- 6 novembre - Fernando de Gurrea y Aragón, nobile spagnolo (n. 1546)
- 9 novembre - Onorato Caetani, V duca di Sermoneta, mercenario italiano (n. 1542)
- 16 novembre - Francesco Duodo, ammiraglio italiano (n. 1518)
- 19 novembre - Pietro Martire Ponzone, vescovo cattolico italiano
- 27 novembre - Giulio Canani, cardinale e vescovo cattolico italiano (n. 1524)
- 27 novembre - Giovanni III di Svezia, re svedese (n. 1537)

## Dicembre(7)
- 3 dicembre - Alessandro Farnese, generale, politico e nobile italiano (n. 1545)
- 7 dicembre - Alessandro Fei, pittore italiano (n. 1543)
- 13 dicembre - Philippe de Lénoncourt, cardinale e vescovo cattolico francese (n. 1527)
- 13 dicembre - Filippo I d'Este, nobile italiano (n. 1537)
- 17 dicembre - Vincenzo Laureo, cardinale e vescovo cattolico italiano (n. 1523)
- 27 dicembre - Kōsa, monaco buddista giapponese (n. 1543)
- 28 dicembre - Gaspare Ricciulli del Fosso, arcivescovo cattolico italiano (n. 1496)

## Senza giorno specificato(25)
- Patrick Adamson, arcivescovo e ambasciatore scozzese (n. 1537)
- Camillo Ballini, pittore italiano
- Girolamo Cassar, architetto e ingegnere maltese (n. 1520)
- Thomas Cavendish, navigatore, esploratore e corsaro inglese (n. 1560)
- Richard Chapman, carpentiere inglese (n. 1520)
- Chōjirō, ceramista giapponese (n. 1516)
- Giovanni Battista Lercari, doge (n. 1507)
- Lucio Maranta, vescovo cattolico italiano
- Battista Negrone, doge (n. 1530)
- Giovanni Domenico da Nola, poeta e compositore italiano
- Paillaeco
- Pastorino dei Pastorini, pittore, medaglista e scultore italiano
- Pompeo Pedemonte, architetto italiano (n. 1515)
- Sudicio Rinverdito, poeta italiano
- Bernhard Schmid, organista e compositore tedesco (n. 1535)
- Francesco Segala, scultore italiano (n. 1535)
- Jost Segesser von Brunegg, ufficiale svizzero (n. 1529)
- Cornelis Smet, pittore fiammingo
- Marcello Squarcialupi, medico italiano (n. 1538)
- Lucantonio Tomassoni, condottiero italiano (n. 1511)
- Alfio Vinci, architetto e gesuita italiano (n. 1547)
- Thomas Watson, poeta inglese (n. 1555)
- Michel de Castelnau, diplomatico francese (n. 1517)
- Giovanni de Luna, nobile italiano (n. 1564)
- Eliyahu de Vidas, rabbino, mistico e teologo ottomano (n. 1518)